# Moineau flavéole
Passer flaveolus
Espèce
Statut de conservation UICN

 LC  : Préoccupation mineure
Le Moineau flavéole (Passer flaveolus) est une espèce d'oiseaux de la famille des Passeridae.

## Répartition
Cet oiseau vit en Indochine.

## Galerie

Moineau flavéole, Province de Phuket, Thaïlande
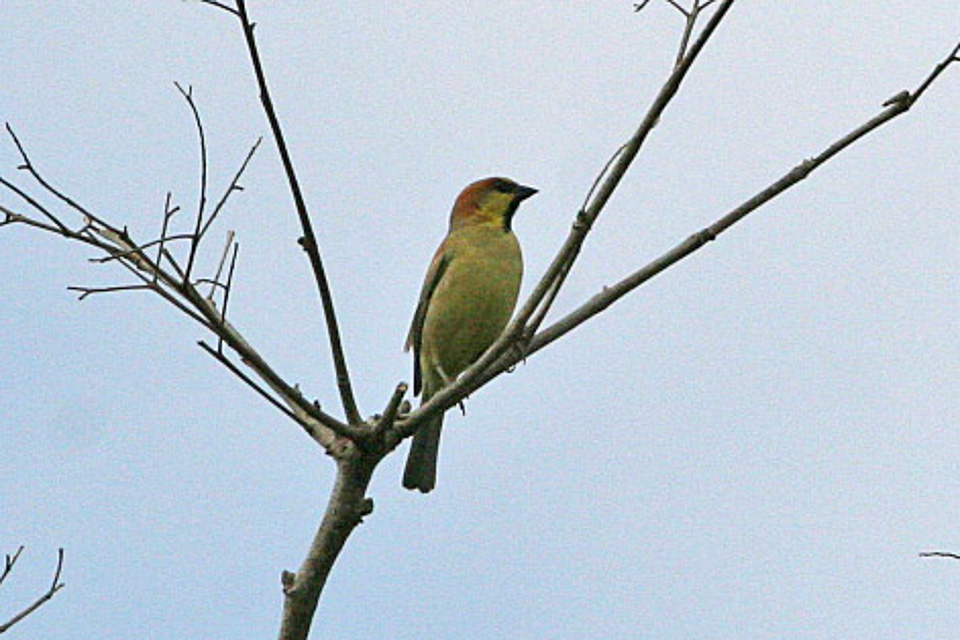
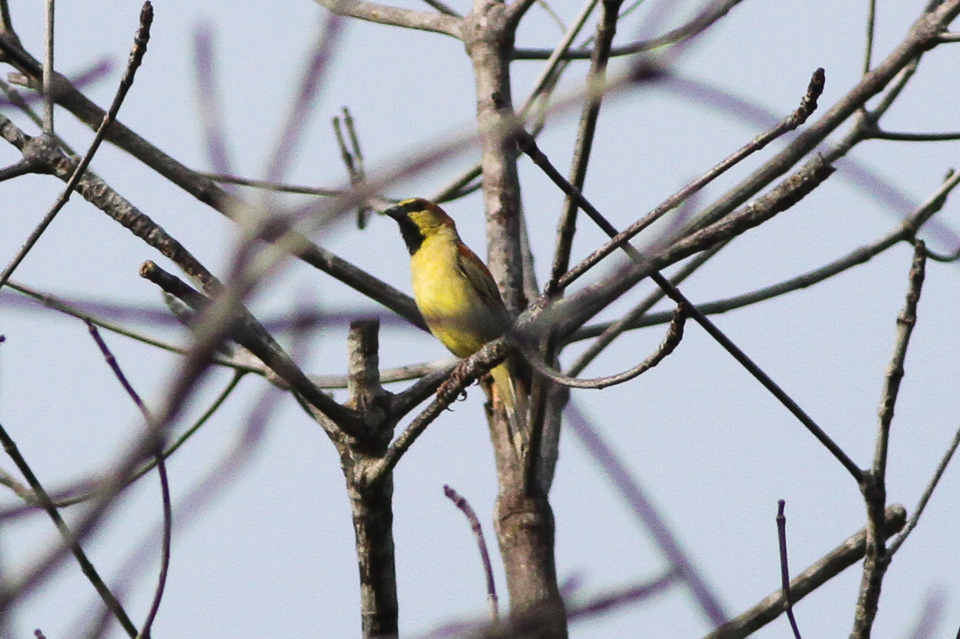